# Geochelone chilensis
Geochelone chilensis és una tortuga de la família dels testudínids que viu en zones àrides del nord i centre de l'Argentina i sud-oest del Paraguai. Les nocions més difoses sobre aquestes es relacionen amb la seva gran longevitat, amb la seva proverbial lentitud per desplaçar-se, amb la seva letargia hivernal i en especial dues circumstàncies derivades de les característiques de la seva closca: una és que aquesta no pot ser pintada ni envernissada, perquè l'animal, coartada la seva respiració cutània, moriria per asfíxia, l'altra és que posada cap amunt, la tortuga no pot tornar per si sola la seva posició normal.
És una espècie estrictament herbívora. Els seus individus s'alimenten amb fulles o pastures, fruites, tubercles i cactus. La seva dieta i la seva preferència pels ambients rocosos coincideixen amb els hàbits de la tortuga gegant de les Galápagos i actualment s'ha establert la proximitat genètica de les dues espècies, malgrat la seva diferència de grandària, distància menor que la que hi ha entre G. chilensis i les altres espècies terrestres sud-americanes del gènere Geochelone, (Geochelone carbonaria i Geochelone denticulata).
Va ser descrita el 1870 pel zoòleg George Robert Gray, a partir d'uns exemplars procedents de ports xilens (d'aquí el seu nom específic en llatí). No obstant això, amb el pas dels anys es va saber que no hi ha tortugues a Xile, de manera que la controvèrsia sobre la nomenclatura acompanya a l'espècie des de la seva identificació.

## Subespècies
Altres varietats de tortugues argentines han generat problemes taxonòmics, ja que hi ha disparitat d'opinions sobre la classificació del que es va denominar "complex chilensis". En efecte, el 1973 Marc A. Freiberg descriure dues varietats taxonòmiques (tàxons) molt properes a G. chilensis: Chelonoides donosobarrosi i Chelonoides petersi.
Per a alguns autors, aquestes tortugues no serien més que varietats de G. chilensis, mentre que altres els atorguen la categoria de subespècies i fins i tot, d'espècie. En els últims anys, estudis de l'estructura dels ossos d'aquestes tortugues van semblar confirmar les diferències existents entre C. chilensis i C. donosobarrosi. El fet que les tres tortugues es comportin com simpàtriques, és a dir, ocupen simultàniament el mateix territori, en aquells llocs en què superposen les seves àrees de distribució augmenta la complexitat del problema de la seva classificació taxonòmica.
S'han descrit tres subespècies de G. chilensis: 
- Geochelone chilensis chilensis: Habita en una extensa regió al nord i centre de l'Argentina. Closca de 17 a 28 cm de longitud i 12 a 15 cm d'ample, amb plaques grogues entre polígons negres i un pes aproximadament de 2,5 kg. El plastró sol ser clar, amb algun dibuix fosc. Les potes i el cap també són de color marró. A les potes s'observen unes escates bastant grans i dures. La coloració dorsal és castany, i en alguns casos, pràcticament negre, mentre que el color marró envaeix el cap, el coll i les potes, que en les femelles són més llargues que les del mascle. La mandíbula superior de les Chelonoidis se superposa a la inferior. Està protegida per la Llei Nacional 22421 de conservació de la fauna i la seva Decret Reglamentari 666/97 i es prohibeix la seva caça i comerç a la província de Chaco per la Llei N º 635 i Decret N º 226/75.

- Geochelone chilensis petersi: Habita al Gran Chaco, a l'oest de Província de Formosa i Província de Chaco, Província de Santiago de l'estero, l'est de Província de Salta, de Província de Catamarca, i de Província de La Rioja (Argentina), i al nord de Província de Còrdova (Argentina). Closca groga o castany clar amb plaques llises, de 22 cm de longitud en les femelles i 18 cm en els mascles. El bec té dos cúspides amb vora denticulat. Alguns experts la classifiquen com a espècie diferent: G. petersi (Freiberg, 1973), encara que s'ha demostrat el seu veïnatge genètic amb G. chilensis.

- Geochelone chilensis donosobarrosi: També és coneguda pel nom de tortuga terrestre patagona. Habita climes més freds, per exemple al sud de la província de Buenos Aires, Província de la Pampa,  Mendoza, Neuquén, província de Río Negro i província de Chubut. És la més gran de les del "complex chilensis" (les femelles arriben 32 cm. De llarg i els mascles 26 cm.) I la més fosca, amb la closca dorsal castany fosc a negrós, potes color grisenc fosc amb fortes escates còrnies de gran desenvolupament i el plastró marró groguenc. Les plaques generalment són senzilles i sense característiques ressaltants. Diversos experts la consideren com una espècie independent: G. donosobarrosi.